# Bosnia y Herzegovina en los Juegos Olímpicos de Milán-Cortina d'Ampezzo 2026
Bosnia y Herzegovina participará en los Juegos Olímpicos de Milán-Cortina d'Ampezzo 2026. El responsable del equipo olímpico es el Comité Olímpico de Bosnia y Herzegovina, así como las federaciones deportivas nacionales de cada deporte con participación.